# Dangeau
Dangeau é uma comuna francesa na região administrativa do Centro-Vale do Loire, no departamento Eure-et-Loir. Estende-se por uma área de 54.88 km². Em 2010 a comuna tinha 1 294 habitantes (densidade: 23,6 hab./km²).
Em 1 de janeiro de 2018, incorporou as antigas comunas de Bullou e Mézières-au-Perche ao seu território.